# Инцидент в Фалкон-Лейк

Стефан Михалак в больнице; на его животе хорошо видна «сетка» из ожогов.

Инцидент в Фалкон-Лейк (англ. Falcon Lake incident) — случай наблюдения двух неопознанных летающих объектов близ курортного посёлка Фалкон-Лейк в Канаде 20 мая 1967 года.
Единственным свидетелем инцидента был Стефан Михалак (англ. Stefan Michalak). Инцидент расследовался рядом правительственных и неправительственных организаций, включая полицию и ВВС Канады. Итогом расследования было заключение об отсутствии каких-либо фактов, прямо подтверждающих показания Михалака или же опровергающих их. В целом рассказ Михалака был сочтен достоверным<ref>Billy Booth "[ufos.about.com/od/bestufocasefiles/p/falconlake.htm 1967 — The Falcon Lake UFO Encounter]

## Суть инцидента

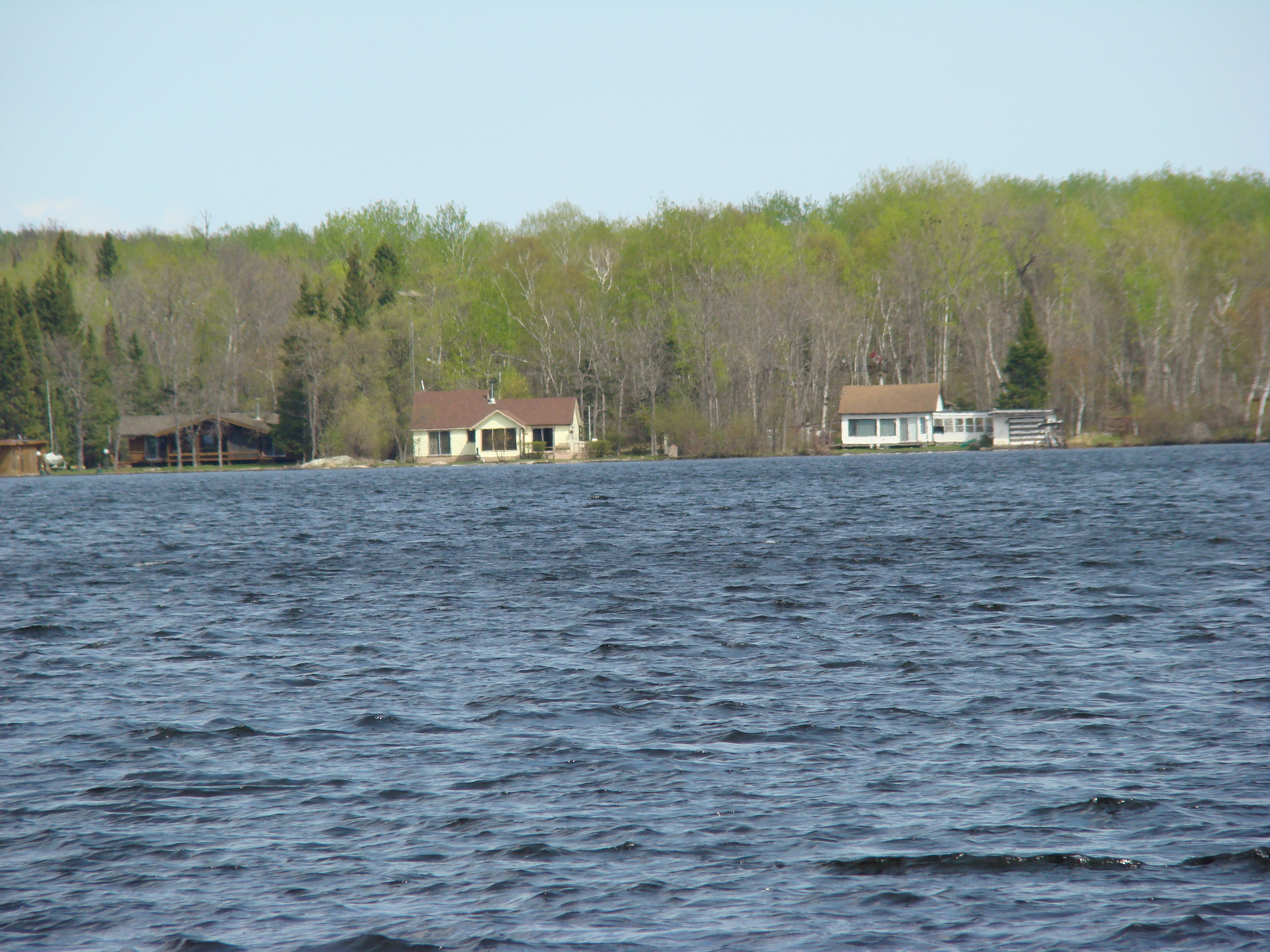
Посёлок Фалкон-Лейк на берегу одноимённого озера

Посёлок Фалкон-Лейк находится на самом юге парка Уайтшелл на востоке провинции Манитоба, на берегу озера Фалкон (которое и дало название посёлку). 19 мая 1967 года из Виннипега туда прибыл геолог-любитель Стефан Михалак с целью исследования кварцевых жил рядом с поселком (такие жилы часто содержат серебро). Проведя ночь в мотеле, Михалак отправился на север в глубь парка рано утром 20 мая.
Примерно в 12:15 дня Михалак, к тому времени уже несколько часов занимавшийся исследованием горных пород в окрестностях Фалкон-Лейк, вдруг услышал крики диких гусей, которые явно были чем-то потревожены. Подняв голову, он увидел в небе два объекта сигарообразной формы, испускающих красноватое свечение. Один из объектов остановился в воздухе, в то время как второй приземлился на большую плоскую скалу примерно в 160 футах от Михалака. К тому времени стало видно, что оба объекта имеют не сигарообразную, а дискообразную форму. Оставшийся в воздухе объект некоторое время парил над местом наблюдения, затем улетел прочь в сторону запада, меняя в полёте свой цвет с красного на оранжевый и серый.
Следующие полчаса Михалак провел, делая зарисовку оставшегося на земле объекта. После приземления он тоже поменял своей цвет с красного на цвет «горячей нержавеющей стали» (по Михалаку), с золотистым свечением вокруг него. Объект имел форму классической «летающей тарелки», примерно 40 футов в диаметре, и 10 футов толщиной, с куполом высотой ещё примерно 3 фута. Некоторые из отверстий в стенах объекта испускали очень яркое свечение, так что Михалаку пришлось надеть сварочные очки, которые он носил с собой для защиты глаз от осколков камня. Он также отметил, что от объекта шёл сильный поток теплого воздуха «с запахом серы», а также слышал шум, похожий на шум работающего электромотора и свист всасываемого воздуха.
Наконец Михалак решился подойти ко входу в объект примерно на 60 футов. Вход, размером примерно 2 на 3 фута, был открыт, и за ней виднелся свет. Михалак услышал два голоса изнутри объекта, похожие на человеческие — один более высокого тембра, чем другой. К тому времени он был уверен, что видит перед собой какой-то экспериментальный аппарат, принадлежащий ВВС США и случайно попавший на территорию Канады, и поэтому подошёл ещё ближе ко входу и саркастично сказал по-английски: «Okay, Yankee boys, having trouble? Come on out and we’ll see what we can do about it». После этого оба голоса затихли, но ответа Михалак так и не дождался. Недоумевая, он решил спросить по-русски: «Вы говорите по-русски?». Снова не получив ответа, он повторил вопрос по-немецки, по-итальянски, по-французски и по-украински, и, наконец, опять по-английски, все безрезультатно.
Во время Второй мировой войны Михалак был офицером разведки, поэтому он знал достаточно много языков и хорошо разбирался в военной технике — тем не менее, ему никогда не приходилось сталкиваться ни с чем подобным. В конце концов любопытство взяло верх над страхом, и он решил заглянуть внутрь аппарата. Внутри он увидел панель с множеством индикаторов, загорающихся и гаснущих в случайном порядке, как у компьютеров того времени, и пучки света по горизонтали и диагонали. Стена объекта была примерно 18 дюймов толщиной. Внезапно три панели закрыли вход в аппарат с разных сторон, но Михалак успел убрать голову из входа. Снаружи объект выглядел тщательно отполированным, без каких-либо швов. Михалак дотронулся до его поверхности рукой в перчатке, но быстро отдёрнул её, когда перчатка начала плавиться. Объект неожиданно повернулся другой стороной, и перед Михалаком оказалось нечто похожее на вентиляционную решетку размером примерно 9 на 6 дюймов, с отверстиями примерно 1/16 дюймов в диаметре. Из решетки вырвался выхлоп очень горячего газа, который поджег рубашку Михалака. Михалак быстро сорвал с себя рубашку и майку, и когда пришёл в себя от боли, то почувствовал дуновение воздуха, вызванное поднимающимся вверх объектом.

## Последствия для здоровья Михалака
Когда аппарат пропал из вида, Михалак ощутил сильный запах горелой электропроводки, смешанный с уже знакомым ему запахом серы. Он вернулся к месту, где оставил свои вещи, и заметил, что стрелка его компаса оказалась размагничена. Затем он вернулся к посадочному месту аппарата, и немедленно почувствовал тошноту и приступ сильной головной боли.
Посадочное место выглядело очищенным от веток и мелких камней, но его окружало кольцо из грязи, листьев и сосновых иголок примерно 15 футов диаметром. Михалак хотел продолжить его осмотр, но к тому времени он чувствовал себя все хуже и хуже, его вырвало, и он решил вернуться в мотель. По пути его вырвало ещё несколько раз, и ему приходилось останавливаться, чтобы восстановить силы.
Дойдя до автодороги, он увидел полицейскую машину и попытался остановить её. Она проехала мимо него, но через несколько минут вернулась. Тем не менее, полицейский не проявил особого интереса к рассказу Михалака, сказал, что у него хватает дел и без этого, и уехал.
Где-то в 4 вечера Михалак наконец дошёл до мотеля, где ему сказали, что ближайший врач находится в 45 милях от Фалкон-Лейк. Чувствуя себя отравленным и не желая ехать ещё дальше от дома, Михалак решил вернуться домой в Виннипег. Из мотеля он позвонил в редакцию Winnipeg Tribune, но так как это был субботний день, в редакции почти никого не оказалось, и слушать его не стали (тем более что он просил в первую очередь помощи, а не публикации его истории). Кроме того, он позвонил жене и сыну, и попросил встретить его на автобусной остановке в Виннипеге. Когда он приехал в Виннипег примерно в 10:15 вечера, его сын немедленно отправил его в госпиталь.
В последующие два года Михалак был обследован более чем дюжиной врачей в США и Канаде, и стал объектом интереса очень большого числа правительственных и неправительственных организаций. Несмотря на большой масштаб расследования, суть произошедшего с Михалаком так и не была установлена. Тем не менее, медики более-менее единогласно заключили, что:
- Михалак был психически здоров, и не склонен к бреду или галлюцинациям;
- анализы крови Михалака не показали ничего необычного, кроме сниженного количества лимфоцитов (впрочем, через месяц после инцидента их число тоже вернулось к норме);
- на груди и животе Михалака обнаружены овальной формы язвы, напоминающие ожоги 1-й степени, и расположенные в виде сетки (что соответствует показаниям Михалака об ожоге через «вентиляционную сетку»).
- хотя состояние Михалака серьёзно улучшилось уже через 2 недели после инцидента, проблемы со здоровьем (включая выпадение волос, отсутствие аппетита, потеря веса и слабость) продолжались в течение ещё нескольких месяцев. По мнению радиолога Горация Дадли, случившееся с Михалаком — классический случай лучевой болезни, которая могла быть вызвана дозой порядка 100—200 рентген гамма-излучения.

## Дальнейшее расследование
В конце мая 1967 г. полиция начала официальное расследование инцидента, но полицейские не смогли найти его место по описанию Михалака. 1 июня Михалак был доставлен в Фалкон-Лейк, но и он сам не смог найти место инцидента, что ещё больше усугубило недоверие к его показаниям. Кроме того, стало известно, что в ночь перед инцидентом он выпил несколько бутылок пива, но в конечном счете этому не было придано особого значения.
26 июня Михалаку наконец удалось вспомнить, где именно он наблюдал объекты. Отправившись на это место, полицейские нашли там личные вещи Михалака, оставленные им в день инцидента, а также взяли пробы почвы. Результаты тестов этих проб на радиоактивность оказались отрицательными; тем не менее, 28 июля были найдены следы радиоактивного материала в полукруге вокруг центра посадочной площадки. Диаметр этого полукруга составлял примерно 15 футов, и по его периметру отсутствовал мох. Тесты показали, что этим радиоактивным материалом был радий-226 — изотоп радия, широко используемый в коммерческих целях, а также встречающийся в отходах атомной энергетики.
В последующие годы (вплоть до 1992 года) поступали сообщения от других очевидцев, якобы видевших необычные объекты в небе над окрестностями Фалкон-Лейк примерно в то же время, когда случился инцидент с Михалаком. Зарисовки, сделанные со слов этих очевидцев, в целом совпадают с зарисовками Михалака.
Стефан Михалак умер в 1999 году в возрасте 83 лет. Дело об инциденте в Фалкон-Лейк остается нераскрытым и до сих пор привлекает значительный интерес исследователей.